# Meineckia calycina
Meineckia calycina är en emblikaväxtart som beskrevs av Grady Linder Webster. Meineckia calycina ingår i släktet Meineckia och familjen emblikaväxter. Inga underarter finns listade i Catalogue of Life.